# Falsetto Keeps Time
Falsetto Keeps Time è il secondo EP della band statunitense The Promise Ring, pubblicato con etichetta Jade Tree Records il 9 febbraio 1996. La copertina mostra un aereo in volo sopra una montagna. All'interno c'è una foto in bianco e nero della band durante un live, più i testi delle canzoni. La canzone Scenes from Parisian Life è stata reinterpretata dai Silverstein per il loro album Short Songs del 2012.

## Tracce
Lato A
1. A Picture Postcard – 3:02

Lato B
1. Saturday – 2:23
2. Scenes from Parisian Life – 1:19

## Formazione

### Band
- Davey von Bohlen - voce e chitarra
- Jason Gnewikow - chitarra
- Scott Beschta - basso
- Dan Didier - batteria

### Personale aggiuntivo
- Casey Rice - produzione e missaggio
- Michael Sarsfield - mastering
- Sean Scallen - Fotografia